# Prezervativ
Prezervativ ili češće kondom je predmet izrađen od gume, lateksa ili sličnih elastičnih materijala koji se prevlači preko penisa i predstavlja sredstvo kontracepcije i zaštite od seksualno prenosivih bolesti. Postoji i ženski prezervativ s istom namjenom. 
Kada se koriste pravilno i kod svakog seksualnog odnosa, stopa trudnoća kod žena čiji partneri koriste muške kondome je 2%. Kod tipičnog korištenja (na primjer kada se mogu javiti nepravilnosti u korištenju) stopa trudnoća je 18%. Korištenje kondoma značajno smanjuje rizik od gonoreje, klamidije, trihomonijaze, hepatitisa B i HIV-a/AIDS-a. U manjoj mjeri štite i od genitalnog herpesa, HPV-a i sifilisa.

## Povijest

### Nastanak
Najstarija je egipatska ilustracija prezervativa i stara više od 3.000 godina. 
Najstariji prezervativi pronađeni su među temeljima dvorca Dudley Castle pored Birminghama u Engleskoj. Radili su se od riba i životinjskih crijeva, a datiraju iz 1640. godine. 
Charles Goodyear je 1839. godine patentirao vulkanizaciju gume a nakon 1844. godine prezervativi od gume su se počeli masovno proizvoditi zahvaljujući tom patentu. Do pojave gumenih prezervativa reklamirali su se prezervativi od janjećih crijeva.
Šezdesetih godina prošlog stoljeća kontracepcijska pilula i druga popularna sredstva protiv začeća učinila su prezervativ nepopularnim sredstvom protiv začeća, ali se nakon pojave HIV-a zaključilo da je prezervativ jedno od sredstava koje može obuzdati epidemiju širenja virusa i postoji potreba za javno zdravstvenom edukacijom o njegovim prednostima.